# بارنابی روج (فیلم)
«بارنابی روج» (انگلیسی: Barnaby Rudge (film)) یک فیلم به کارگردانی سسیل هپوورت است که در سال ۱۹۱۵ منتشر شد. از بازیگران آن می‌توان به تام پاورز اشاره کرد.